# جوزيف أندرسون (مبشر)
جوزيف أندرسون (بالإنجليزية: Joseph Anderson)‏ هو مبشر أمريكي، ولد في 20 نوفمبر 1889، وتوفي في 13 مارس 1992.